# Mogas 90 FC
El Mogas 90 FC és un club de futbol beninès de la ciutat de Porto-Novo. El club pertany a la Société Nationale de Commercialisation des Produits pétroliers.

## Palmarès
- Lliga beninesa de futbol: [3]
  - 1996, 1997, 2006
- Copa beninesa de futbol: [4]
  - 1991, 1992, 1994, 1995, 1998, 1999, 2000, 2003, 2004, 2012

## Futbolistes destacats
- Jocelyn Ahouéya
- Moustapha Agnidé
- Daniel Dengaki
- Jaures Corea